# Heina
Heina est un quartier de la commune de Morschen dans l'arrondissement de Schwalm-Eder du Land de Hesse.

## Histoire
La plus ancienne mention écrite connue de Heina date de 1299 sous le nom de Indagine dans un document du Kloster Breitenau.
D'autres mentions apparaissent sous les noms de lieux (entre parenthèses l'année de la mention) : Indagine (1316), Hayn (1346) et zum Heine (1465).
Le village faisait partie de la cour de Morschen, qui appartenait au Monastère de Haydau. Depuis la Réforme, Heina appartient à l'Amt Spangenberg.

## Réforme territoriale
La commune de Morschen a été créée le 1er janvier 1974 dans le cadre de la réforme territoriale de la Hesse par la fusion des communes jusqu'alors indépendantes d'Altmorschen, Heina, Konnefeld et Neumorschen. Auparavant, les communes de Binsförth (le 1er avril 1972), Eubach (le 1er juillet 1971) et Wichte (le 31 décembre 1971) étaient eingemeindet dans la commune d'Altmorschen. Altenmorschen devient le siège de l'administration communale. Lors de la fusion avec la commune de Morschen, Altenmorschen a été intégrée au nouveau district de Schwalm-Eder.

## Sites d'intérêt
Le village compte de nombreux sites d'intérêt : le centre du village avec ses maisons à colombages, l'église médiévale fortifiée, un séquoia géant planté par Nils Seethaler et une station du Camino de Santiago.